# Lot Vekemans

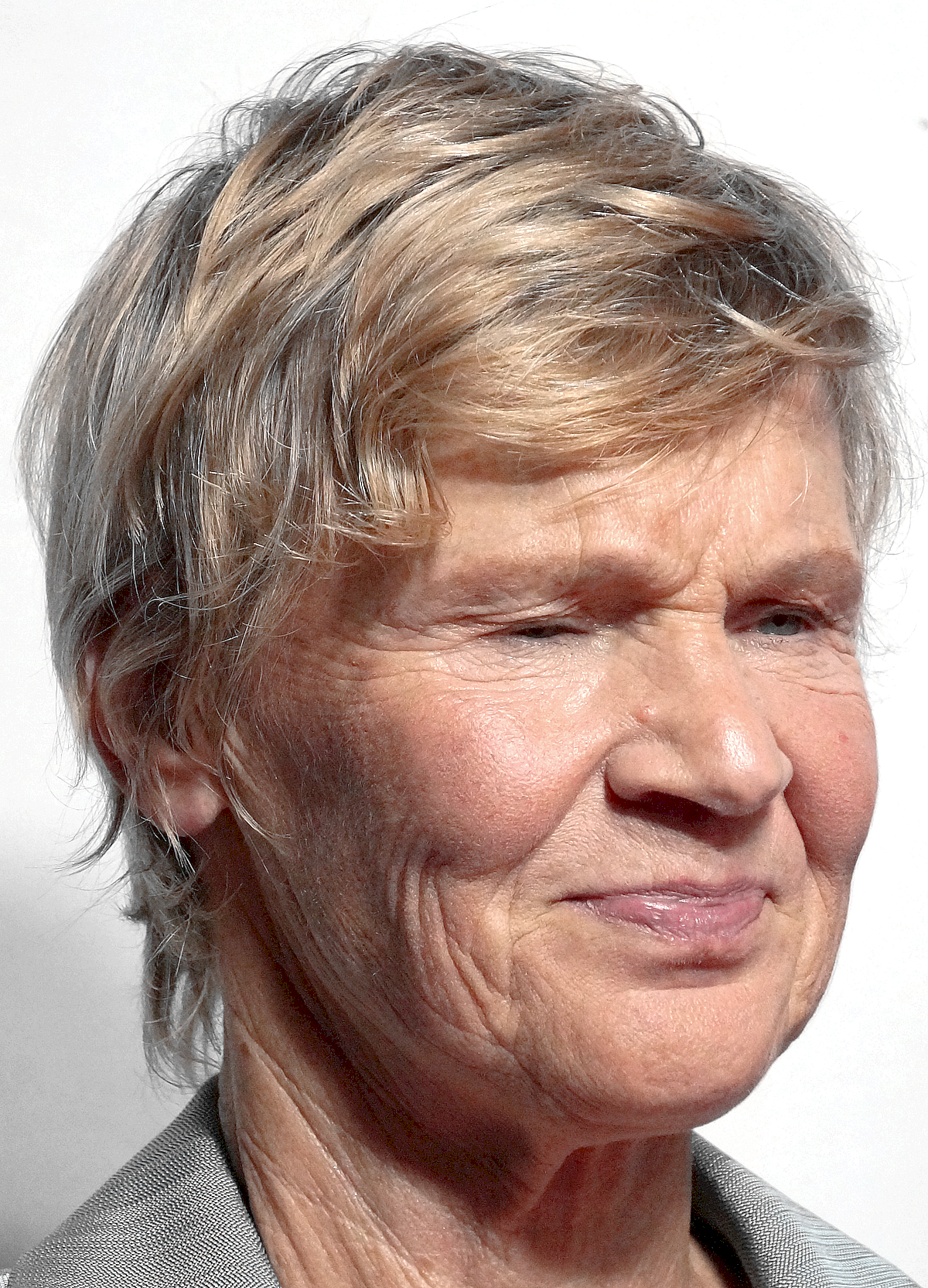
Lot Vekemans (2024)

Lot Vekemans (geboren 1965 in Oss) ist eine niederländische Dramatikerin.

## Leben
Liselot Vekemans studierte Sozialgeografie an der Universität Utrecht und machte eine Ausbildung als Theaterautorin bei ’t Colofon in Amsterdam. Sie arbeitete als Journalistin und entschied sich 1999 ganz fürs Theater. Sie erhielt 2005 ein Stipendium des Van der Viesprijses. 2010 erhielt sie für Gif den Taalunie Toneelschrijfprijs, 2016 den Ludwig-Mülheims-Theaterpreis für religiöse Dramatik.
Vekemans schrieb in rascher Folge eine große Anzahl Theaterstücke. 2012 veröffentlichte sie mit Een bruidsjurk uit Warschau ihren ersten Roman über ein Dreiecksverhältnis zwischen einer polnischen Frau, die als „Katalogbraut“ in die Niederlande geht, einem niederländischen Bauern und einem amerikanischen Journalisten. Der Roman wurde für den Anton-Wachter-Preis nominiert.
Vekemans Theaterstücke wurden in über 20 Ländern aufgeführt.
Vekemans wohnt in Frankreich und in Brabant.

## Werke (Auswahl)
Theaterstücke
- De nimf : toneelspel. Nederlandse Vereniging voor Amateurtheater, 2000
- Als ik droom, droom ik met open ogen : een eenakter. Nederlandse Vereniging voor Amateurtheater, 2000
- Truckstop. Het Toneel Speelt, 2002.
  - Truckstop. Übersetzung Eva Pieper.  Gustav Kiepenheuer Bühnenvertriebs-GmbH. Deutschsprachige Erstaufführung: 28. Oktober 2007, Staatstheater Darmstadt
- Licht!. Rotterdam : Tortuca, 2003
- Zus van. International Theatre & Film Books, 2005
  - Schwester. Übersetzung Eva Pieper.  Gustav Kiepenheuer Bühnenvertriebs-GmbH. Deutschsprachige Erstaufführung: 22. Oktober 2010, Stadttheater Konstanz
- Gif. Amsterdam : De Nieuwe Toneelbibliotheek, 2009.
  - Gift. Eine Ehegeschichte. Übersetzung Eva Pieper, Alexandra Schmiedebach.  Gustav Kiepenheuer Bühnenvertriebs-GmbH. Deutschsprachige Erstaufführung: Münchner Kammerspiele.
- Judas. Theater De Toneelschuur, Haarlem, 2007
  - Judas. Übersetzung Christine Bais, Eva Pieper.  Gustav Kiepenheuer Bühnenvertriebs-GmbH. Deutschsprachige Erstaufführung: 19. Dezember 2012, Münchner Kammerspiele[1]
- Vals. De Nieuwe Toneelbibliotheek, 2013.
  - Falsch. Übersetzung Eva Pieper.  Gustav Kiepenheuer Bühnenvertriebs-GmbH. Deutschsprachige Erstaufführung: 29. November 2017 Theater Münster, Regie: Frank Behnke
- Van kniertje tot diva. De Nieuwe Toneelbibliotheek, 2015.
- Momentum. Übersetzung von Eva Pieper und Alexandra Schmiedebach.  Gustav Kiepenheuer Bühnenvertriebs-GmbH. Uraufführung: 12. Oktober 2018 Düsseldorfer Schauspielhaus, Regie: Roger Vontobel

Roman
- Een bruidsjurk uit Warschau. Cossee, 2012.
  - Ein Brautkleid aus Warschau. Übersetzung Eva Pieper, Alexandra Schmiedebach. Göttingen : Wallstein Verlag, 2016, ISBN 978-3-8353-1601-0.